# Dust in the Sunlight
Dust in the Sunlight è un album degli Agnes Strange, pubblicato dalla Thorns Backtrack Archive Series Records nel 2000.
Il disco fu registrato nel periodo 1972-1974 (sarebbe dovuto uscire sotto l'etichetta Birds Nest Records, un'affiliata della Pye Records, con la quale il gruppo di Southampton era sotto contratto), ma non fu pubblicato fino al 2000, per cui nella loro discografia appare come loro disco di debutto Strange Flavour, pubblicato nel 1975.
Nel 2000 l'etichetta Rock Fever Music pubblicò su CD Theme for a Dream (e pure lo stesso Dust in the Sunlight), una compilation, che oltre contenere i brani originali di Dust in the Sunlight (tranne due pezzi originali, presenti solo come demo) era arricchito di altri brani demos.

## Tracce
1. Themes for a Dream – 5:23 (John Westwood, Alan Green, Dave Rodwell) – Registrato nel 1974 al Meridian Studios di Londra, Inghilterra
2. Messing Around – 4:58 (John Westwood) – Registrato nel 1974 al Meridian Studios di Londra, Inghilterra
3. Graveyard – 5:19 (John Westwood, Alan Green, Dave Rodwell) – Registrato nel 1974 al Meridian Studios di Londra, Inghilterra
4. Rockin' in E – 4:39 (John Westwood) – Registrato nel 1974 al Meridian Studios di Londra, Inghilterra
5. Dust in the Sunlight – 3:50 (Dave Travis) – Registrato nel marzo del 1972 al Marquee Studios di Londra, Inghilterra
6. The Day Dreamer – 3:47 (John Westwood) – Registrato nel 1974 al Meridian Studios di Londra, Inghilterra
7. Book with No Cover – 5:54 (John Westwood) – Registrato nel 1974 al Meridian Studios di Londra, Inghilterra
8. Motorway Rebel (John Westwood) – Registrato nel 1974 al Meridian Studios di Londra, Inghilterra
9. Clever Fool (John Westwood) – Registrato nel 1974 al Meridian Studios di Londra, Inghilterra

Durata totale: 33:50
Edizione CD del 2000 dal titolo Theme for a Dream, pubblicato dalla Rock Fever Music Records (RFM 004)
1. Theme for a Dream – 5:23 (J. Westwood, A. Green, D. Rodwell)
2. Messin' Around – 4:58 (J. Westwood)
3. Graveyard – 5:19 (J. Westwood, A. Green, D. Rodwell)
4. Rockin' in E – 4:39 (J. Westwood)
5. Dust in the Sunlight – 3:59 (D. Travis)
6. The Day Dreamer – 3:47 (J. Westwood)
7. Book with No Cover – 5:54 (J. Westwood)
8. Failure – 5:51 (D. Rodwell) – Bonus Track - Demo
9. Motorway Rebel – 3:46 (J. Westwood) – Bonus Track - Demo
10. Children of the Absurd – 7:17 (D. Rodwell, A. Green, Barber) – Bonus Track - Demo
11. Clever Fool – 3:31 (J. Westwood) – Bonus Track - Demo
12. Strange Flavour – 4:15 (J. Westwood, A. Green, D. Rodwell) – Bonus Track - Demo
13. Odd Man Out – 3:45 (J. Westwood) – Bonus Track - Demo
14. Highway Blues – 9:41 (J. Westwood) – Bonus Track - Demo

Durata totale: 72:05

## Musicisti
In tutti i brani eccetto Dust in the Sunlight
- John Westwood - chitarra solista, voce
- Alan Green - basso, voce
- Dave Rodwell - batteria, voce
- Dave Travis - voce, chitarra acustica

Dust in the Sunlight
- John Westwood - chitarra solista
- Terry Nicholson - basso
- Spider Kennedy - batteria
- Dave Travis - voce, chitarra acustica
- Sunny (del duo Sue and Sunny) - armonie vocali[1]